# Moesha Buduong
Moesha Buduong là một người dẫn chương trình, diễn viên và người mẫu truyền hình Ghana, người cũng được biết đến khi có một cuộc phỏng vấn gây tranh cãi với phóng viên CNN Christiane Amanpour về các vấn đề về tình dục, tình yêu và giới tính.

## Tranh cãi
Vào tháng 4 năm 2018, Buduong đã bị chỉ trích từ người dân Ghana. trong một cuộc phỏng vấn gây tranh cãi mà cô đã đồng ý phỏng vấn từ phóng viên CNN Christiane Amanpour. Trong cuộc phỏng vấn, Buduong đã đề cập rằng phụ nữ Ghana sử dụng đàn ông làm nguồn thu nhập chính của họ, vì nền kinh tế rất khó khăn. Họ làm điều này thông qua việc đồng ý quan hệ tình dục với đàn ông. Cô được trích dẫn rằng "Ở Ghana, nền kinh tế của chúng tôi là một cách mà bạn cần ai đó chăm sóc bạn. Bạn không thể kiếm đủ tiền như một người phụ nữ ở đây. Bởi vì ngay cả khi bạn muốn có một căn hộ, ở Ghana họ phải mất hai năm và nếu tôi mới bắt đầu đi làm thì tôi sẽ lấy tiền ở đâu? "  Những bình luận của cô đã nhận được sự chỉ trích gay gắt từ cả đàn ông và phụ nữ, những người cảm thấy cô đang vẽ một bức tranh tiêu cực về phụ nữ Ghanaian (và bởi người châu Phi mở rộng). Những người nổi tiếng như John Dumelo, Lydia Forson, Eazzy, DKB và Afia Odo đã chia sẻ quan điểm của họ trên Twitter, hầu hết đều tiêu cực.
Những người khác thì lại cảm thấy những lời chỉ trích Buduong là không có cơ sở, bởi vì những bình luận được đưa ra là sự phản ánh thực tế của cuộc sống Ghana. Người dẫn chương trình phát thanh Captain Smart khen ngợi Buduong và kêu gọi người Ghana hoan nghênh cô vì đã nói sự thật.